# Selsawet Retschyza
Selsawet Retschyza, Retschyzki Selsawet (belarussisch Рэчыцкі сельсавет; russisch Речицкий сельсовет) ist eine Verwaltungseinheit im Rajon Kamjanez in der Breszkaja Woblasz in Belarus. Das administrative Zentrum des Selsawets ist das Dorf Retschyza. Retschyzki Selsawet umfasst 31 Ortschaften und liegt im Nordosten des Rajons Kamjanez.
Die Region befindet sich in der Nähe des Nationalparks Belaweschskaja puschtscha. Die größten Flusse auf dem Gebiet des Selsawets sind Ljasnaja, Lewaja Ljasnaja und Prawaja Ljasnaja.